# Gedenkstätte Pod Zegarem
Die Gedenkstätte Pod Zegarem (deutsch Unter der Uhr) in Lublin ist eine Außenstelle des Lublin-Museums. Sie wurde 1979 auf die Initiative des Vereins ehemaliger politischer Häftlinge im Lubliner Schloss und der Vereinigung „Pod Zegarem“ gegründet. Sie befindet sich in den Zellen des ehemaligen Gestapo-Gefängnisses in der Universitätsstraße 1 in Lublin. In zwei Zellen wurden durch den Denkmalschutz Konservierungsarbeiten durchgeführt und von den Häftlingen an die Zellenwände geschriebene Inschriften wurden geschützt. Nachgebildet wurde die Ausstattung des Karzers (einer Dunkel-Zelle). Die Gedenkstätte besitzt eine Sammlung von Schriftstücken von Häftlingen aus dem Schloss (Briefe, Kassiber, Postkarten) und Briefe aus den Konzentrationslagern, in die die Häftlinge deportiert wurden, außerdem Bekanntmachungen und Verordnungen der Deutschen aus den Jahren 1939–1944. Eine gesonderte Sammlung stellen persönliche Dokumente und Erinnerungsstücke der Häftlinge aus dem Schloss dar sowie das Foto-Archiv des Gefängnisses aus den Jahren 1939–1954. Das Museum besitzt auch eine große Auswahl Fotos von Lublin in den Jahren 1939–1944. Die ständigen Ausstellungen sind: „Die Geschichte des Schlossgefängnisses und des Gefängnisses ‚Pod Zegarem‘“ und „Das Märtyrertum der Jugend in Lublin und die Lubliner Pfadfinderschaften 1939–1945“.